# Bodø
Bodø (phát âm [²buːdøː] ⓘ; tiếng Lule Sami: Bådåddjo) là tên một thị trấn (và khu tự quản) ở hạt Nordland, Na Uy. Nó nằm trong vùng truyền thống Salten và là thủ phủ của hạt Nordland. Ngoài thị trấn lõi Bodø, khu tự quản còn gồm những ngôi làng Misvær, Skjerstad, Saltstraumen, Løding, Løpsmarka, Kjerringøy, Sørvær, và Fenes.